# Canastra lanceolata
Canastra lanceolata là một loài thực vật có hoa trong họ Hòa thảo. Loài này được (Filg.) Morrone, Zuloaga, Davidse & Filg. mô tả khoa học đầu tiên năm 2001.